# Willa Quistorpów w Szczecinie
Willa Quistorpa – zabytkowa willa znajdująca się przy alei Wojska Polskiego 92 w Szczecinie.
Wzniesiona w latach 1871–1872 przez spółkę Westend Stettin Bauverein auf Aktien była jedną z pierwszych budowli powstałych na terenie dzielnicy Westend. Willi nadano formę pałacyku, inspirowanego stylem toskańskiego neorenesansu. Rozplanowany na asymetrycznym rzucie dwukondygnacyjny budynek posadowiony jest na wysokim podpiwniczeniu. Do elewacji północnej dostawiona jest asymetrycznie trzykondygnacyjna wieża. Elewacje willi dzielone są gzymsami kordonowymi, zaś gzyms wieńczący podkreślony jest fryzem ząbkowym. Charakterystyczną cechą budowli są bogate zdobienia o charakterze sztukatorsko-rzeźbiarskim. Na wieży umieszczono tonda z wizerunkiem niemowlęcia z bocianem oraz kobiety z dziećmi – symbolami rodziny i macierzyństwa. Ponadto w niszach na elewacji znajdują się posągi kobiet trzymających liść palmy i kosz z kwiatami, będące alegorią sławy i bogactwa. Nad wejściem do dawnej piwnicy umieszczono tympanon, ozdobiony motywem putt z girlandami.
Obok willi postawiono dwuskrzydłowy, parterowy budynek pełniący funkcję stajni i wozowni (przed I wojną światową zaadaptowane na garaże), w którym ulokowano ponadto pomieszczenia socjalne, drewutnię, pralnię i toalety. Na południowej ścianie szczytowej znajdował się drewniany gołębnik oraz metalowa woliera dla bażantów. Całość otaczał oryginalnie ogród, z którego do dziś zachowały się wiekowe kasztanowce, lipy i buki odmiany purpurowej. Przy wejściu na posesję od strony ulicy stała portiernia oraz ogrodzenie o ceglanych filarach, łączonych ozdobną kratą.
Pierwszym właścicielem willi był przedsiębiorca Johannes Quistorp, po jego śmierci odziedziczył ją jego syn Martin. Później należała ona do siostrzeńca Martina, Heinricha Jahna. Po II wojnie światowej, w 1950 roku, w budynku ulokowano Wojewódzką Stację Pogotowia Ratunkowego. Przystosowane do potrzeb służby zdrowia wnętrze willi zatraciło swój pierwotny charakter. W latach 1999–2001 willę poddano gruntownemu remontowi, połączonemu z wymianą stolarki okien i drzwi. Wcześniej rozebrane zostały budynek portierni (1995) oraz ogrodzenie od strony ulicy (1996-99).